# Prosopon
Prosopon (in greco antico: πρόσωπον; trasl.: prosōpōn) è un termine del greco classico che in ambito teatrale aveva le accezioni di "faccia" o "maschera" per attori, utilizzata per esprimere sentimenti ed emozioni sulla scena. Per estensione, la parola prosōpōn passò successivamente ad indicare lo stesso personaggio teatrale rappresentato dall'attore che indossava la maschera come suo principale tratto caratterizzante. Un significato analogo fu trasferito al termine latino persona, dal quale fu derivata la traduzione "persona" nelle lingue moderne.

## Nella Bibbia
Un delle occorrenze del termine più significative dal punto di vista teologico è rinvenibile in 2 Corinzi 4:6.

## Nella teologia
Nella teologia patristica, le parole prosopon e hypostasis assunsero un ruolo centrale per lo sviluppo della dottrina e del dogma della Santissima Trinità e nei dibattiti che ne seguirono dal quarto al settimo secolo. 
La traduzione del latino persona rimase anche nell'ambito cristologico e teologico moderno.

## Nei Concili ecumenici
Il Terzo Concilio Ecumenico (Efeso, 431) definì dogmaticamente la Formula di Unione.
Il relativo decreto dogmatico conciliare affermava:
(Concilio di Efeso, formula di unione)
Il Concilio di Efeso del 431 stabilì la dottrina cristologica e mariologica dell'unione in Maria Vergine delle due nature (in greco: physis), divina e umana, di Gesù Cristo, nonché quella dell'instaurazione terrena dell'unità permanente, immutabile ed eterna di tali due nature, distinte e non sovrapposte nell'unica e irripetibile persona di Gesù Cristo. La dottrina è chiamata dottrina dell'unipersonalità bisostanziale diofisita di Gesù, dove: 
- unipersonalità[3] indica una persona, unita e indivisibile nello spazio, unica e irripetibile nel tempo;
- bisostanziale afferma l'esistenza di due sostanze e di due consustanzialità in Gesù Cristo: una sostanza divina consustanzale col Padre Dio, e una seconda sostanza umana consustanziale con la creatura umana;
- diofisita indica che da sempre e per sempre Gesù Cristo è sia vero Uomo che vero Dio: possiede due nature, umana e divina, distinte e unite indissolubilmente nella sua persona.

Fu il Concilio di Efeso a condannare come eretica la dottrina di Nestorio. Se la Formula di Unione conciliare adottò il termine ousìa e non quello di physis, la successiva condanna del monofisismo implicava l'accettazione implicita della natura diofisita di Gesù Cristo.
L'unicità e l'irripetibilità erano anche associate alla funzione e ai nomi di Unto ("un solo Cristo") e di Salvatore del genere umano ("nato per noi e per la nostra salvezza").

Il Concilio aveva natura ecumenica, vale a dire affermava delle verità dogmatiche, e di conseguenza furono condannate come eresia e bandite dalla Chiesa Cattolica tutte le presunte dottrine che affermavano la verità di proposizioni contrarie e incompatibili con quella oggetto del dogma.
Tuttavia, le parole prosopon e hypostasis furono citate solamente nei decreti del Concilio di Calcedonia del 451, che fu anche il primo concilio ad impiegare ousia (sostanza) e physis (natura) come sinonimi in riferimento a Gesù Cristo. La parola prosopon fu enunciata come proprietà del Padre, del Figlio e dello Spirito Santo, ciascuno caratterizzato da unipersonalità. Fu ribadita la compresenza in Gesù Cristo di due ousie (sostanze), quella umana e quella divina. La novità rispetto al Concilio di Efeso fu l'utilizzo della parola physis come sinonimo di ousia, associando a Gesù la duplice natura umana e divina. Inoltre, la loro unione, unità, unicità e irripetibilità in Gesù furono indicate coi termini prosopon e hypostasis.
Il Quarto Concilio Ecumenico (Calcedonia, 451) riaffermò ed estese la nozione di unità della persona di Gesù Cristo, formulando la famosa definizione del Credo calcedoniano ("Credo in un solo Signore Gesù Cristo, Unigenito Figlio di Dio, nato dal Padre prima di tutti i secoli"). Il Quarto Concilio introdusse le clausole monoprosopiche ("una sola persona"), che quindi portavano a negare le dottrine che affermavano la disoprosopia. Sono esempi di queste eresie le dottrine di Teodoro di Mopsuestia e del suo seguace Nestorio.